# Acetoncyanhydrin
Acetoncyanhydrin ist eine farblose, wasserlösliche, schwach nach Blausäure riechende Flüssigkeit, die durch Verunreinigungen, die aus der Synthese stammen, meist gelblich verfärbt ist. Acetoncyanhydrin ist ein wichtiger C4-Baustein in der chemischen Industrie. Es ist das Nitril der 2-Hydroxyisobuttersäure.

## Gewinnung und Darstellung
Acetoncyanhydrin kann durch die Addition von Cyanwasserstoff an Aceton hergestellt. Im Labormaßstab kann eine Addition von Natriumcyanid an Aceton und anschließendes Ansäuern mit Schwefelsäure genutzt werden. Eine Reaktion von Kaliumcyanid, Aceton und Essigsäure ist auch in einem Flow-Reaktor möglich.

## Verwendung
Acetoncyanhydrin wird zur Herstellung von Methacrylsäuremethylester (Ausgangsstoff zur Herstellung von Plexiglas) und Azobisisobutyronitril verwendet werden. Weiterhin kann Acetoncyanhydrin in Strecker-Synthesen, Mitsunobu-Reaktionen und zur Hydrocyanierung. Durch Hydrolyse lässt sich aus Acetoncyanhydrin der C4-Baustein Hydroxyisobuttersäureamid synthetisieren.

## Biologische Bedeutung
Pflanzen wie z. B. Flachs, Maniok, Limabohnen oder der Kautschukbaum enthalten das cyanogene Glycosid Linamarin, das bei Verletzung der Pflanzen in Acetoncyanhydrin und weiter zu Blausäure als Verteidigungsstrategie umgesetzt wird.

## Sicherheitshinweise
Acetoncyanhydrin zerfällt bei Erwärmung und Kontakt mit alkalischen Stoffen, Wasser und Säuren leicht in Aceton und die hochgiftige Blausäure. Acetoncyanhydrin wird über den Atemtrakt und die Haut aufgenommen.

## Externe Links zu erwähnten Verbindungen
1. ↑  Externe Identifikatoren von bzw. Datenbank-Links zu Hydroxyisobuttersäureamid:  CAS-Nr.: 13027-88-8, EG-Nr.: 235-890-1, ECHA-InfoCard: 100.032.613, PubChem: 83059, Wikidata: Q72491451.